# العروض (الافيوش)

تعديل مصدري - تعديل

العروض محلة تابعة لقرية الهبن، التابعة لعزلة الافيوش بمديرية مذيخرة إحدى مديريات محافظة إب في الجمهورية اليمنية، بلغ تعداد سكانها 154 حسب تعداد اليمن لعام 2004.